# 플젠 노면전차

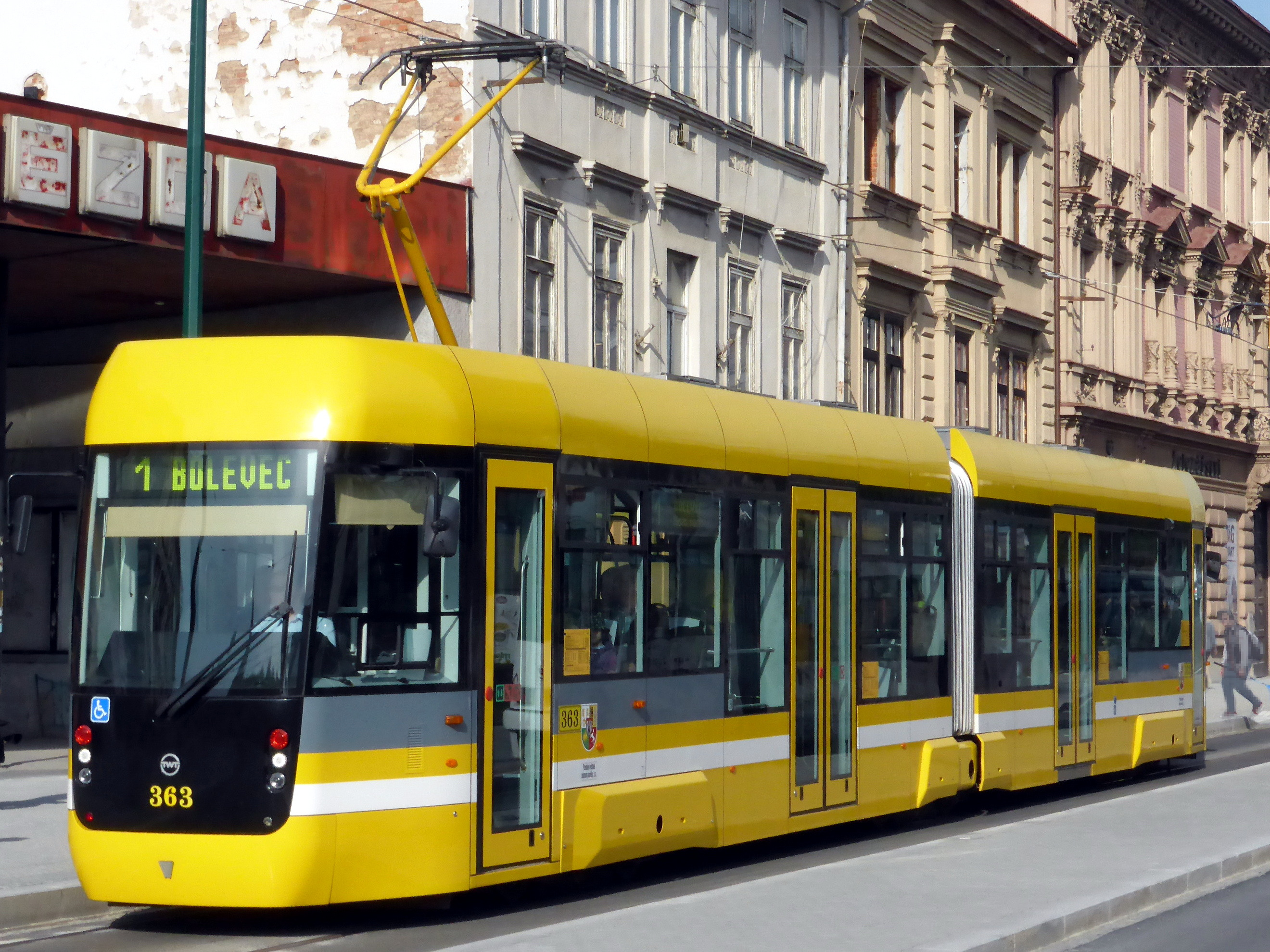
플젠 노면전차

플젠 노면전차(체코어: Tramvajová doprava v Plzni)는 체코 플젠에서 운영되는 노면전차 시스템이다. 총 노선의 길이는 21.7km이다. 3개 노선으로 구성되어 있으며, 플젠의 교통 시스템의 중추를 형성한다.